# Yákovlevo (Bélgorod)
Yákovlevo (ruso: Я́ковлево) es un asentamiento de tipo urbano de Rusia, perteneciente al raión de Yákovlevo de la óblast de Bélgorod.
En 2021, el asentamiento tenía una población de 2675 habitantes. Antes de la reforma territorial de 2018, cuando se fusionaron todos los ayuntamientos del raión para formar un ókrug urbano con sede en Stroítel, Yákovlevo formaba por sí solo un ayuntamiento urbano sin pedanías.
Se ubica unos 5 km al norte de la capital distrital Stroítel, sobre la carretera M2 que lleva a Kursk. Al noreste de Yákovlevo sale la carretera 14K-5, que lleva a Prójorovka.

## Historia
Se conoce la existencia del pueblo en documentos desde 1652. En 1928, la Unión Soviética incluyó al pueblo en el raión de Tomarovka de la óblast de Chernozem Central. Adoptó estatus de asentamiento de tipo urbano en 1959, cuando en su entorno se hallaron minas de hierro; para la construcción de estas minas se fundó en aquellos años la localidad de Stroítel en lo que entonces era el término municipal de Yákovlevo. Entre 1963 y 1965 tuvo lugar una reforma territorial en la que se suprimió el raión de Tomarovka, formándose en el entorno el raión de Yákovlevo. Aunque esta localidad fue la que dio nombre al raión, la capital distrital es desde sus orígenes la vecina Stroítel; esto se debe a que este último asentamiento no tenía teóricamente un topónimo propio ("Stroítel" en ruso significa simplemente "constructor", ya que era el poblado de constructores de la mina de Yákovlevo).